# Collegium musicum (Pays-Bas)

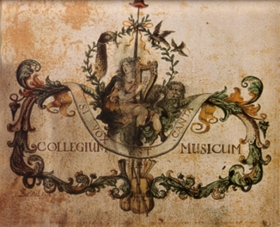
Enluminure, par P. van de Wal, de l'armorial (datant d'entre 1663 et 1793, conservé aux Archives de l'État en Gueldre) de la société de musique Collegium Musicum Si Vox est Canta d'Arnhem. Orphée, le poète-chanteur légendaire, est représenté en habit de berger avec son bâton – sur lequel est posé son chapeau – planté dans l'herbe, les oiseaux voletant autour de sa tête et avec, à ses pieds, un lion apprivoisé par la magie du jeu de la lyre et du son de la voix.

Aux Provinces-Unies et aux Pays-Bas, le Collegium musicum est une société de musique réunissant des musiciens amateurs sous la direction d'un musicien de profession. De telles sociétés existaient aussi dans les pays de langue allemande. Le présent article ne traite que des sociétés de musique des Provinces-Unies et des Pays-Bas.

## Lecollegium musicum(société de musique)

### Terminologie employée pour désigner la société de musique
Dans l'histoire de la musique, peu de termes ont des significations aussi différentes que collegium musicum. Le terme a aussi été utilisé pour désigner une collaboration entre des musiciens professionnels, des cours de musique, des concerts publics ordinaires et une association de concerts. Ainsi, les musiciens s'étant associés à Anders, en 1697, appelaient leur groupe collegium musicum. En 1770, le musicien amstellodamois P. Louis appelait ses cours de musique collegie van muziek (« collège de musique »). Le collegium musicum d'Enkhuizen de 1788 était, selon toute vraisemblance, une association de concerts privés.
À l'époque de la République, à côté du terme collège de musique (souvent écrit comme muziekcollegie) et de noms équivalents tels que collegium musicum et collège des musiciens, on employait régulièrement le terme concert (à ne pas comprendre dans le sens moderne du terme), et moins souvent d'autres indications comme academie, association, sociëteit, orde, etc. Les membres d'une société de musique étaient appelés collegianten.

### Bref historique

#### Introduction
L'interaction musicale sous l'aspect du jeu d'ensemble que l'on identifie à la société de musique constitue l'une des formes les plus typiques et les plus remarquables de la vie musicale de la République. Une société de musique peut être définie comme une forme organisée et / ou institutionnalisée d'interaction musicale d'amateurs, principalement axée sur la satisfaction de ses propres besoins musicaux.
Même si, parfois, des exécutions de morceaux devant un public eurent lieu, l'objectif principal d'une société de musique n'était pas de monter des concerts publics ; il s'agit là d'un développement ultérieur. Dans ces sociétés, le respect de la pratique musicale prévalait : « Quiconque provoque quelconque perturbation, que ce soit par un langage grossier ou de toute autre manière, recevra une amende de quatre shillings, et, quand on en vient à se bagarrer, de huit shillings. » D'ailleurs, la société d'Utrecht avait même comme devise (latine) : Amat alta silentia musa (la muse aime le silence profond).
Les premières sociétés de musique de la République existaient déjà avant la fin du XVIe siècle, anticipant les nombreuses sociétés actives dans divers domaines des arts et des sciences, constituées à partir de la seconde moitié du XVIIe siècle. Une société de musique s'était constituée à Arnhem en 1591, à Amsterdam dès 1597, à Deventer à partir de 1623, à Utrecht en 1631 et à Nimègue en 1632.

#### Le contexte historique: les sociétés de musique en tant que phénomène européen
Des sociétés du même type existaient aussi ailleurs, comme dans les pays de langue allemande où, au cours du XVIe siècle, en particulier dans les villes protestantes, toutes sortes de compagnies musicales étaient, à des degrés divers, liées à l'administration locale ou aux autorités soit universitaires, soit ecclésiastiques.
En tant que phénomène culturel, la société de musique avait sans doute été inspirée par l'Accademia platonica de la Renaissance italienne. Cette académie avait été créée par des intellectuels aristocratiques de Florence dans le but de philosopher sur la littérature, le théâtre et la musique. Bientôt, le phénomène se répandit à travers l'Italie.  Certaines académies, s'étant spécialisées dans la musique, commencèrent à donner des concerts. Les nombreuses académies anglaises et continentales européennes qui avaient suivi ce modèle se développèrent en des écoles plutôt qu'en des compagnies d'amateurs. Du Musikkränzlein, ou cercle de musique, fondé à Worms en 1561, les principes étaient en fait les mêmes que ceux des sociétés de musique établies ultérieurement. Les membres rédigèrent un règlement et choisirent parmi eux un président qui devait, entre autres choses, fournir du pain, du vin et un repas simple. Leur musique devait servir à la louange de Dieu, au divertissement de la jeunesse et à honorer des invités. Les instruments accompagnaient le chant. Le Collegium de sainte Cécile, fondé à Hasselt (dans le Limbourg belge actuel) en 1585, prêtait le son de ses voix et de ses instruments aux cérémonies religieuses. En 1588, des marchands et des nobles anglais se réunissaient quotidiennement pour chanter des madrigaux italiens sur des paroles anglaises. La première société suisse fut constituée en 1613 à Zurich. Les membres jouèrent dans leurs maisons privées jusqu'au moment où, en 1689, le conseil municipal mit une salle de musique à la disposition de la société. Ils y chantaient des œuvres profanes et sacrées, mais ils y jouaient aussi des instruments. Le début et la fin de chaque concert étaient marqués par le chant d'un psaume. Depuis, toutes les sociétés fondées en Suisse suivaient ce principe. Prague devait avoir connu une société semblable en 1616. La première société de musique en France fut fondée à Troyes en 1647 ; elle s'occupait principalement de la musique instrumentale.

#### Le déclin des sociétés de musique
Surtout au cours du XVIIIe siècle, toutes sortes d'associations, précurseurs de la vie associative moderne, prirent un grand élan et des aspects grandioses, alors qu'étrangement, les sociétés de musique perdirent de leur attrait ; ce sont, en effet, les associations de concerts — des institutions répondant mieux aux exigences du temps — qui prirent la relève. Quelques sociétés de musique survécurent à l'occupation française en se transformant en associations de concerts, car les amateurs des orchestres ne pouvaient plus répondre aux exigences du public saturé du XIXe siècle, toujours en quête de nouvelles sensations.

### Sociétés de musique municipales et sociétés de musique privées
On peut distinguer toute une panoplie de sociétés de musique, allant de la société de musique municipale officielle et entièrement institutionnalisée jusqu'à la société de musique de nature privée, informelle et opérant hors de toute structure.  

#### Sociétés de musique municipales

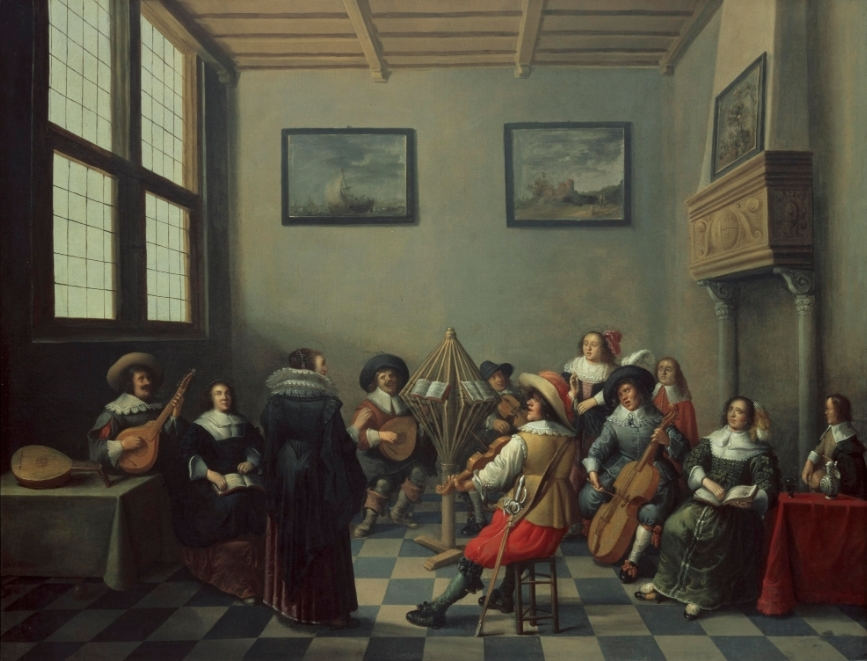
Ce tableau conservé au Musée central d'Utrecht, peint en 1645 par Joost Corneliszoon Droochsloot (vers 1586-1666), a parfois été considéré comme une représentation de la société de musique à Utrecht, mais la présence de quatre femmes exclut cette identification.

Des citoyens furent à l'origine des sociétés de musique municipales, mais c'étaient apparemment les autorités de la ville qui attachaient une certaine importance à encourager et à continuer la pratique musicale entre amateurs des milieux aisés. Elles mettaient à la disposition des sociétés des salles pour des répétitions et des représentations éventuelles (souvent avec « feu et lumière ») ; très souvent, elles accordaient à leurs sociétés de musique un soutien annuel en espèces, et elles payaient ou forçaient l'organiste ou d'autres musiciens au service de la ville pour qu'ils coopérassent. Une ville ne se souciait évidemment que d'une seule société. 
En général, les sociétés de musique de la ville connaissaient le droit d'entrée, la cotisation (annuelle) et le droit de sortie pour les membres (également appelés les « messieurs » - heren en néerlandais). On se réunissait hebdomadairement ou mensuellement au cours de la saison allant, à peu près, d'octobre à mai ; il était obligatoire d'assister aux réunions. Bien que, d'une part, une discipline stricte fût requise lors de la séance musicale ordinaire (ni fumer, ni boire, ni parler, etc.), d'autre part, il y avait aussi des réunions à caractère plus festif comme le dîner annuel (souvent à la fête de sainte Cécile, le 22 novembre, ou à peu près). De nombreuses sociétés de musique municipales punissaient les absences, les retards, le fait de traîner trop longtemps ou la mauvaise conduite d'amendes servant, selon toute vraisemblance, davantage à amasser des fonds qu'à inciter les membres à un comportement exemplaire.

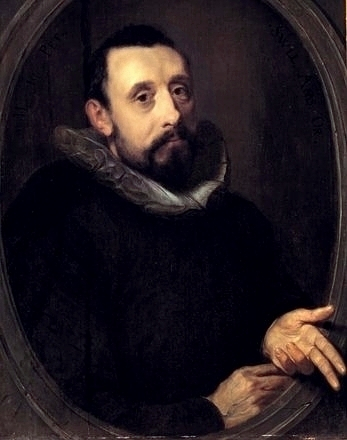
Portrait de Jan Pieterszoon Sweelinck (1562-1621), de la collection du Musée municipal de La Haye, peint en 1606 par Gerrit Pietersz. Sweelink. Vers 1600 existait à Amsterdam une société de musique privée dirigée par ce compositeur.

Au XVIIe siècle, les sociétés comptaient généralement entre six et vingt membres, alors qu'au XVIIIe siècle, ils en avaient entre dix et trente. Parfois, le nombre de membres fut limité par un règlement. Habituellement, les membres étaient issus de la couche supérieure de la société, en particulier des familles de régents et de la noblesse locale ; en outre, il y avait des prédicateurs, des avocats, des professeurs, des instituteurs, etc.. Vers 1600 existait à Amsterdam une société de musique privée dirigée par Sweelinck et composée, entre autres, de marchands et de banquiers. À Hoorn, la société comptait parmi ses membres des professeurs, un ministre, un notaire, un chirurgien et un voilier. Et à Zutphen, les membres étaient un intendant, un ministre, le proviseur et autres enseignants de l'école latine. Il s'agissait rarement de gens issus des milieux d'artisans. La direction reposait entre les mains d'un ou de deux dirigeants, dont les titres variaient : à Utrecht, on les appelait « doyen » (deken), à Arnhem, « préteur » (prætor). Il pouvait y avoir un secrétaire, qui conservait les minutes des réunions des membres ou du conseil, ainsi que, parfois, un trésorier. Même si la plupart des membres étaient, en général, des amateurs, les sociétés se trouvaient dans presque tous les cas sous la direction musicale d'un musicien professionnel, souvent l'organiste local au service de la ville. Le directeur musical était responsable du répertoire, s'occupait de la bibliothèque, étudiait les compositions, agissait dans de nombreux cas en tant que continuiste au clavecin ou à l'orgue, accordait les instruments, etc. Parfois, l'ensemble fut soutenu par des violonistes et des musiciens professionnels jouant des instruments que l'on trouvait peu entre les mains d'amateurs (tels que l'alto, le cor ou le hautbois). 
Comme la société de musique municipale d'Utrecht existe toujours et comme celle d'Arnhem, constituée en 1591, continua à exister jusqu'au XXe siècle, il n'est pas étonnant que leurs archives aient été conservées et qu'ils soient, dès lors, accessibles aux chercheurs. De ce fait, l'évolution de ces institutions peut être suivie du début jusqu'à la fin, presque sans interruption. Si de nombreuses sociétés de musique, tant à l'intérieur qu'à l'extérieur de la République, ne purent se maintenir au XVIIIe siècle, celles d'Utrecht et d'Arnhem demeureront opérationnelles jusqu'au XXe siècle, sans aucun doute grâce au soutien des autorités municipales. Comme d'autres villes, Utrecht ne connaissait pas de politique culturelle systématique jusqu'au XIXe siècle. Les organisations ne recevaient de l'aide que lorsqu'elles en faisaient la demande et dans le cas où les administrateurs auraient été d'avis que la ville pouvait en bénéficier. Ce fut le cas des sociétés de musique qui devaient agrémenter les cérémonies officielles, toujours rehaussées par des représentations musicales. Mais la ville d'Utrecht ne disposait pas d'un ensemble musical à l'intérieur des murs, à l'exception — jusqu'en 1674 — des musiciens de la ville, qui étaient au nombre de six. La société de musique d'Utrecht pouvait parfois former un grand ensemble de musiciens professionnels et d'amateurs compétents, dont la ville pouvait se vanter auprès d'autres villes. Cette occasion se présenta, entre autres, lors de l'inauguration de l'Université en 1636, les jubilés universitaires de 1736 et de 1786, et à l'occasion de l'installation de Guillaume IV et de celle de Guillaume V comme stathouder (respectivement en 1747 et en 1766).

#### Sociétés de musique privées
À part les sociétés fonctionnant sous les auspices des autorités municipales, on connaissait aussi des sociétés privées formelles ou informelles. Dans le cas du dernier type, les réunions avaient lieu chez l'un des membres, parfois à tour de rôle. Le plus souvent, ces sociétés de musique n'établirent jamais une réglementation mais plutôt des accords entre les membres. Une différence importante entre une société de musique municipale et une société de musique informelle était le degré de continuité de la société. Une société de musique patronnée par la ville pouvait continuer à fonctionner de façon ininterrompue pendant des siècles. Une société informelle, cependant, était entièrement dépendante de l'intérêt et des moyens des personnes concernées. La durée de vie moyenne d'une telle société se situait plutôt dans l'ordre de grandeur de quelques années.
Entre ces deux extrêmes, c'est-à-dire la société de musique municipale et la société de musique informelle, se situait une forme intermédiaire lorsque des groupes de citoyens plus ou moins organisés obtenaient certaines facilités (location d'une salle de réunion et collaboration de musiciens professionnels, sans doute moyennant rétribution) sans pourtant se faire qualifier de société de musique municipale.
Grâce à, entre autres, une réglementation, ce genre de sociétés de musique était moins tributaire de la contribution de chacun de ses membres et pouvait donc, malgré ou à cause des fluctuations dans les affiliations, continuer à exister, mais elles ne jouissaient d'aucun soutien actif des autorités municipales, ni étaient-elles liées à celles-ci ; ce sont les sociétés que l'on désigne du nom de « sociétés formelles ».
Là où les sociétés de musique dépendaient de la ville, les sociétés privées étaient rares et vice-versa. Dans les grandes villes dominaient les sociétés de musique privées et dans les petites villes, ainsi que dans celles de taille moyenne, les sociétés de musique soutenues par la municipalité. Dans les grandes villes, la classe sociale supérieure était bien trop vaste pour qu'une seule société de musique pût accueillir tous les amoureux de la musique.  Les mêmes circonstances permirent pourtant la constitution de toutes sortes de sociétés de musique privées. Dans les petites villes et celles de taille moyenne, la société de musique municipale revêtait de toute évidence une fonction sociale en tant que lieu de rencontre de l'élite locale, alors que les plus grandes villes de Hollande n'avaient jamais connu ne fût-ce qu'une société ressemblant de loin à une société de musique municipale.

### Les villes dotées d'une société de musique officielle ou privée
Différentes sociétés de musique existaient à Amsterdam mais, après un examen plus approfondi, il paraît que celles-ci peuvent être groupées sous un autre dénominateur que celui de la société de musique de la ville. Ainsi, vers 1600, il y avait, entre autres, des compagnies privées informelles ou une société de musique telle que celle attachée à l'église catholique romaine 't Boompje (L'Arbre) à Amsterdam, ou celle de la Vierge Marie à Utrecht, en 1660. Des sociétés de musique, n'ayant parfois qu'un statut semi-officiel, existaient à La Haye pour de courtes périodes. L'infrastructure musicale au sein de l'Université de Leyde fut peut-être à l'origine du fait que cette ville n'a jamais patronné une société de musique. Le premier document d'archives mentionnant une telle société de musique à Leyde concerne un legs d'une dame, décédée en 1678, dont bénéficiait une société de musique se réunissant hebdomadairement. Une société formelle existait à Rotterdam et Haarlem connut, au XVIIIe siècle, deux organisations se rapprochant du type de la société de musique.  En Hollande, seules des villes du nord et de la Frise occidentale (Alkmaar, Hoorn et Enkhuizen) et des villes du sud (Delft, Dordrecht et Gouda) avaient des traditions importantes quant aux sociétés de musique patronnées par la municipalité.
En dehors de la province de Hollande, la société de musique de la ville était un élément constant de la vie musicale de presque toutes les villes de taille moyenne : toutes les capitales régionales — Middelbourg, Utrecht, Arnhem, Zwolle, Groningue et Leeuwarden — soutenaient une société de musique, ce qui se fit le plus souvent de la première moitié du XVIIe siècle jusqu'à la fin de la République. Il y avait des sociétés de musique patronnées par des villes de taille équivalente, telles que Nimègue, Zutphen, Deventer, Zierikzee et Bréda. Ce n'est pas un hasard si toutes ces villes peuvent être qualifiées de capitales régionales : Nimègue du quartier de Nimègue (Betuwe) en Gueldre, Zutphen du quartier de Zutphen en Gueldre, Deventer comme la ville la plus grande et la plus importante de Salland et d'Overijssel, Bréda comme centre de la baronnie homonyme et Zierikzee de Duiveland. 
Au cours du XVIIIe siècle, certaines des sociétés de musique patronnées par la ville prirent peu à peu une place dans la vie musicale publique, dans ce sens que les réunions de ces sociétés évoluèrent vers des spectacles musicaux et des concerts publics auxquels pouvait assister un public payant. Cette évolution est particulièrement bien documentée à Utrecht, de telle façon que l'on puisse définir cet état de fait comme le modèle Utrecht. Dans d'autres cas, la contribution à la vie musicale publique se produisait d'une manière plus subtile. Parfois, la salle de musique de la société était, avec ces accessoires (un clavecin, des pupitres, etc. : souvent appelé l'« orchestre »), mise à la disposition de musiciens concertants itinérants qui, pour les accompagner lors des concerts, pouvaient faire appel aux musiciens professionnels de la société et, au besoin, aux musiciens amateurs.
Les membres de la société avaient accès gratuitement aux concerts, alors que les étrangers devaient payer. Cette situation s'appliquant à Arnhem, on parle du modèle d'Arnhem. Toutefois, les deux modèles ne s'excluent pas nécessairement : ainsi, à Utrecht, en dehors des concerts de la société, la salle de la société fut louée à des musiciens de passage (dont Mozart), de façon que les deux modèles soient d'application ici.

### Les membres des sociétés de musique
Au cours du XVIIe et du XVIIIe siècle l'accès à presque toute espèce de sociabilité organisée en dehors du cercle familial — chambres de rhétorique, milices bourgeoises, sociétés d'art — était limité aux hommes. Cela s'appliquait aussi aux sociétés de musique. On n'autorisait aux femmes de jouer de la musique qu'à l'intérieur de leur maison, où leurs compétences musicales étaient d'ailleurs grandement appréciées. Les sociétés de musique acceptant des membres de sexe féminin se faisaient rares au XVIIe siècle, comme celle à Dordrecht, fondée vers 1643, à laquelle était affiliée Cornelia van Blankenburg, qui incarne peut-être l'exception, car elle était la sœur de l'organiste Jacob van Blankenburg, selon toute vraisemblance, le directeur de l'ensemble.

### Le répertoire des sociétés de musique
En 1591 s'était constituée une société de musique de la ville d'Arnhem, Het Caecilia-Concert (Le concert de Cécile), qui pratiqua initialement à la fois la musique vocale et instrumentale, mais qui se concentra, plus tard, entièrement sur le répertoire instrumental. Il était rare qu'une société de musique se spécialisât dans la musique instrumentale, comme ce fut le cas à Utrecht dans les premières années. Dans la plupart des sociétés, on se limitait au chant ou au chant combiné avec le jeu d'instruments.
Dans la République, on disposait d'un large éventail de musique imprimée. Au XVIIIe siècle, les éditeurs de musique d'Amsterdam (Roger, Le Cène, Chalon, Witvogel et Hummel) diffusaient la musique des Provinces-Unies et de l'étranger à travers toute l'Europe. Les partitions de musique conservées à la bibliothèque de la société d'Utrecht et les catalogues de cette société et d'autres donnent une impression de leurs préférences musicales. Le Collegium Musicorum de Leeuwarden — au début du XVIIe siècle dirigé par Vredeman — aurait surtout exécuté de la musique vocale, ce qui est suggéré par un inventaire des livres de musique. Dans les sociétés de Hoorn et Deventer, on chantait surtout des psaumes polyphoniques.  Ce que nous savons au sujet de la bibliothèque de la société de musique d'Utrecht indique clairement que l'institution nourrissait le goût du répertoire international : le catalogue de 1657 mentionne avant tout des œuvres de compositeurs italiens, anglais, allemands et néerlandais du demi-siècle précédent. Souvent, il s'agit d'arrangements, pour un à huit instruments, d'airs de danses, telles que l'allemande, la courante, la gaillarde et la pavane, qui pouvaient être organisés en suites et qui étaient très appropriés à l'exécution par un ensemble de divers instruments. Des catalogues, rédigés à une date ultérieure, montrent qu'au début du XVIIIe siècle, on préférait les concerti grossi italiens ou italo-néerlandais (Corelli, Locatelli), les concertos pour violon (Händel) et les quatuors. Il s'agissait d'une tendance internationale : à Zurich, par exemple, les préférences ne différaient pas beaucoup de celles à Utrecht.   
Même à Groningue, l'internationalisme était de mise : une liste de partitions en possession de la société de musique de cette ville du nord de la République énumère des œuvres de compositeurs sud-allemands du XVIIe siècle, comme Biber et Schmelzer, et de compositeurs italiens du XVIIIe siècle, comme Albinoni, Corelli, Legrenzi, Tartini, Torelli et Vivaldi. Un élément particulièrement frappant est l'absence presque complète d'œuvres de maîtres français, à l'exception de l'italo-français Lully, mais il s'agit ici d'un ouvrage publié en 1683 à Amsterdam en quatre volumes (« Ouverture de l'opera de Phaeton »). En outre, la liste comprend des œuvres de compositeurs des Pays-Bas, comme Liberti, Lustig et Schickhardt
Dans la seconde moitié du XVIIIe siècle, le répertoire allemand gagna en importance. À cette époque, la société de musique de la ville d'Utrecht évolua vers une institution organisant des concerts ouverts au public. Des symphonies de Haydn et de Mozart étaient régulièrement exécutées à la fin du siècle. Les concerts offraient habituellement un programme varié. On entrecoupait les mouvements des symphonies d'airs, de duos ou d'un concert. Très souvent, une ouverture d'opéra clôturait la représentation.

### Sources
- (nl) Barents-Vermeer, Gerda, Muziekcolleges in de Republiek, in : Grijp, Louis Peter, et Ignace Bossuyt (dir.) Een muziekgeschiedenis der Nederlanden, Amsterdam, Amsterdam University Press, 2001, p. 239-244  (ISBN 90-535-6488-8)  (ISBN 978-90-535-6488-2).
- (nl) Feenstra, Hidde, Spinnen in het web: Groningse regenten in relatie tot het omringende platteland tijdens de Republiek, Assen, Éd. Van Gorcum, 2007, p. 212  (ISBN 90-232-4377-3)  (ISBN 978-90-232-4377-9).
- (nl) Koolhaas-Grosfeld, Eveline, « Verklaring der plaat », Documentatieblad werkgroep Achttiende eeuw, 2005, Hilversum, Verloren, 2005, p. 4.
- (nl) Rasch, Rudolf, Geschiedenis van de muziek in de Republiek der Verenigde Nederlanden 1572-1795: hoofdstuk twaalf: de muziekcolleges, p. 1-26, [En ligne], 7 janvier 2013, réf. du 3 décembre 2014.  [www.hum.uu.nl].
- (en) Wennekens, Emile, Music and musical life, in : Fokkema, Douwe, et Frans Grijzenhout (dir.), Dutch Culture in a European Perspective: Accounting for the past, 1650-2000, Assen, Éd. Van Gorcum, 2004, p. 260-261  (ISBN 90-232-3967-9)  (ISBN 978-90-232-3967-3).